# اولا (آیداهو)
اولا (به انگلیسی: Ola) یک منطقهٔ مسکونی در ایالات متحده آمریکا است که در آیداهو واقع شده‌است. اولا ۹۱۶٫۸۵ متر بالاتر از سطح دریا واقع شده‌است.